# Nigel Marven a zvířecí detektivové
Nigel Marven a zvířecí detektivové (anglicky: Nigel Marven's animal detectives) je britský dokument natočený společností Image Impact v roce 2005. Jde o hodinovou show Nigela Marvena, který zde pomocí forensní kriminalistiky odhaluje, jak může fauna a flóra odhalit případného vraha. Byl vysílán také pod názvem Zvířecí detektivové s Nigelem Marvenem.
Na začátku pořadu Nigel spáchá imaginární vraždu na dvou prasatech. Hůlku, která je imaginární vražednou zbraní, spálí. Poté hodí jedno z prasat do řeky a druhé se svým štábem nechá v lese po několik měsíců, přičemž kamery automaticky sledují rozklad těla. Kromě faktů a rekonstrukcí skutečných vražd a jejich následných odhalení pořad obsahuje také některé přímo hrané scény (Nigelův útěk, zatčení...).